# Брюґґе-як-Смерть
«Брюґґе-як-Смерть» (Bruges-la-Morte) — символістська повість бельгійського письменника Жоржа Роденбаха. Опубліковано 1892 року в лютневих номерах паризької газети «Фігаро». Окреме видання проілюстровано фотографіями, чого раніше не траплялося в історії літератури.

## Сюжет
Головний герой твору — Гюґ Віан, вдівець, який невтішно оплакує свою дружину, що рано пішла. Він оселяється в місті Брюгге, де живе вкрай замкнуто і самотньо. Постійно згадуючи покійну, він створює навколо її образу своєрідний культ, знову і знову переживаючи гіркоту непоправної втрати. Місто Брюгге, що втратило колишнє значення через втрату статусу морського порту, видається герою місцем, що повною мірою відображає його особисту меланхолію. Тому він подумки називає місто «мертвим».
Одного разу, безцільно гуляючи вулицями міста, Віан зустрічає жінку, яка здалася йому дружиною, що ожила. Пізніше він знайомиться із нею ближче. Це Жанна, танцівниця, яка підробляє у місцевому музичному театрі у складі кордебалету. Незвичайна подібність із померлою змушує героя вступити з нею у зв'язок. Однак він не відчуває повного задоволення своєї пристрасті. Віан одночасно відчуває потяг до Жанни та почуття провини перед своєю померлою дружиною.
Поступово все місто дізнається про цей зв'язок та засуджує Віана. Стосунки між ним і Жанною набувають все боліснішого характеру. Так, наприклад, він умовляє її приміряти сукні своєї покійної дружини. Віану підкидають анонімні листи, в яких звинувачують Жанну в моральній неохайності, а його стара служниця, не здатна пережити майбутнього візиту Жанни в хазяйський будинок, залишає службу. Після цього настає криза у стосунках Віана та Жанни. У пориві розпачу герой убиває свою коханку.

## Характеристика
Повість вважають зразком декадентства кінця XIX століття. У повісті порушено багато тем, що розбурхували на той час уми: криза європейської культури, самотність, занепад і смерть, співвідношення повсякденної реальності та творчої фантазії. У гюїсмансівській традиції повість переповнюють образи згасання, деградації. Велике значення для естетики твору мають патологічні стани психіки, певний фізіологізм, звернення до релігійної тематики.

## Спадок
- Повість лягла в основу опери Еріха Корнгольда «Мертве місто[en]», яку вперше поставлено 1920 року.
- 1915 року Євген Бауер зняв за мотивами повісті фільм «Мрії»[ru].
- Буало та Нарсежак переробили сюжет роману Роденбаха у книзі «Зі світу мертвих[en]», яку Гічкок екранізував під назвою «Запаморочення».
- Умберто Еко згадав «Брюґґе-як-Смерть» у романі «Таємниче полум'я цариці Лоани».

## Видання українською мовою
- Жорж Роденбах. Брюґґе-як-Смерть. — Навчальна книга - Богдан, 2022. — 80 с. — ISBN 978-966-10-6853-6.
- Жорж Роденбах. Покійниця Брюгге. Карильоніст. — Київ : Yakaboo Publishing, 2023. — 326 с. — (Галерея світової прози: європейська візія. (Книга у 3-х формах: паперова, аудіо, електронна)) — ISBN 978-617-8222-16-1.